# 민주변화운동
민주변화동맹(Movement for Democratic Change, MDC)은 1999년 창당한 짐바브웨의 정당이다. 2000년 헌법개정을 묻는 국민투표에서 부결이 나오자, 그 여세를 몰아 2000년 6월 총선에서 57석을 확보하면서 집권여당(ZANU-PF:62석)을 크게 위협했다. 이후 2005년 3월 실시한 총선에서도 41석을 확보했고, ZANU-PF는 78석을 장악했다. 이로써 민주변화동맹은 제1야당으로 급부상했다. 2005년에 창기라이 파와 무탐바라 파 (나중에 은쿠베 파로 개명)로 분당하였다.

## 역대 선거 결과

### 대통령 선거
| 선거명                      | 후보          | 득표율    | 득표수 | 당락 |
| --------------------------- | ------------- | --------- | ------ | ---- |
| 2002년 짐바브웨 대통령 선거 | 모건 창기라이 | 1,258,401 | 41.96% | 낙선 |

### 총선
| 년도 | 하원 득표수 | 하원 득표율 | 하원 의석 | 상원 득표수 | 상원 득표율 | 상원 의석 |
| ---- | ----------- | ----------- | --------- | ----------- | ----------- | --------- |
| 2000 | 57 / 100    | 1,166,653   | 46.84%    |             |             |           |
| 2005 | 41 / 120    | 1,041,292   | 39.52%    | 7 / 66      | 123,628     | 20.26%    |